# Touch (rzeka)
Touch – rzeka we Francji, przepływająca przez teren departamentu Górna Garonna, o długości 74,5 km. Stanowi dopływ rzeki Garonna.